# Al-Marzook Field at Alumni Stadium
Al-Marzook Field no Alumni Stadium oficialmente conhecido como Yousuf Al-Marzook Field no Alumni Stadium é o estádio de futebol e lacrosse do campus da Universidade de Hartford em West Hartford, Connecticut .  Em 2019, foi o estádio foi utilizado pelo Hartford City FC da National Premier Soccer League .
O estádio foi inaugurado em 15 de outubro de 1977 e utiliza grama artificial. Foi renovado em 2005.